# 長谷川明男
長谷川 明男（はせがわ あきお、1941年7月23日 - ）は、日本の俳優。オフィス香所属。本名同じ。別芸名：長谷川 昭男。東京都板橋区出身。

## 来歴・人物
1955年に子役として児童劇団キューピットへ入団。1960年代から単発のテレビドラマでキャリアを積んだ後、1963年に東宝の青春映画『林檎の花咲く町』で銀幕デビュー。以降も各社の映画作品で準主役級の二枚目役として活躍。
大映が倒産するまで籍を置いていた俳優の1人で、フリーとなった後はテレビドラマに活動の場を移し1970年代からは、時代劇や刑事ドラマなどで冷酷非情な悪役を数多く演じた。
女優の新藤恵美は元妻。趣味はスキューバダイビングで、講師としての肩書きも持つ。

## 出演

### 映画
- 林檎の花咲く町（1963年、東宝）
- あの娘に幸福を（1963年、東宝）
- 彼女と彼（1963年、岩波映画）
- 剣（1964年、大映）
- 青い性（1964年、大映）
- 太陽西から昇る（1964年、日活）
- あゝ零戦（1965年、大映）
- 刺青（1966年、大映）
- ザ・ガードマン 東京忍者部隊（1966年、大映）
- さよなら列車（1966年、松竹）
- 古都憂愁 姉いもうと（1967年、大映）
- 銀の長靴（1967年、大映）
- 三匹の女賭博師（1967年、大映）
- ひとり狼（1968年、大映）
- 産業スパイ（1968年、東映）
- 出獄四十八時間（1969年、大映）
- 用心棒兇状旅（1969年、大映）
- やくざ番外地（1969年、日活）
- あゝ海軍（1969年、大映）
- あゝ陸軍隼戦闘隊 (1969年、大映)
- 太陽の野郎ども（1969年、松竹）
- 昭和残侠伝 人斬り唐獅子（1969年、東映）
- 緋牡丹博徒 お竜参上（1970年、東映）
- 日本ダービー 勝負（1970年、東映）
- 花の特攻隊 あゝ戦友よ（1970年、日活）
- 女秘密調査員 唇に賭けろ（1970年、ダイニチ）
- 関東破門状（1971年、日活）
- 海兵四号生徒（1971年、大映）
- 無宿人御子神の丈吉 川風に過去は流れた（1972年、東宝）
- 人間革命（1973年、東宝）
- 海軍横須賀刑務所（1973年、東映）
- 大事件だよ全員集合!!（1973年、松竹）
- 仁義なき戦い 頂上作戦（1974年、東映）
- あゝ決戦航空隊（1974年、東映）
- 竹久夢二物語 恋する（1975年、松竹）
- 続・人間革命（1976年、東宝）
- 白く濡れた夏（1979年、にっかつ）
- 二百三高地（1980年、東映）
- ふざけろ!（1991年、松竹）

### テレビドラマ
- 東京のプリンスたち（1959年、NET）
- テレビ指定席（NHK）
  - 若者たち（1962年）
  - 汚れた小さな手（1962年）
  - 巣立ち（1962年）
  - 海の畑（1963年）
- おれは大物（1964年、TBS） - 正田亮二
- ザ・ガードマン（TBS / 大映テレビ室）
  - 第33話「闇に笑う」（1965年）
  - 第95話「氷が燃えるとき」（1966年）
  - 第165話「生きたまま火葬にしてネ」（1968年）
  - 第280話「怪談・幽霊団地の吸血鬼」（1970年）
- あゝ同期の桜 第1話「別離」（1967年、NET / 東映）
- 東芝日曜劇場 「くるま宿」（1968年、TBS） - 久能孝敏
- 大河ドラマ（NHK）
  - 竜馬がゆく（1968年） - 志道聞多
  - 武田信玄（1988年） - 庵原忠胤
  - 春日局（1989年） - 京極高次
  - 信長 KING OF ZIPANGU（1992年） - 織田信光
  - 葵 徳川三代（2000年） - 朝倉宣正
- 風 第19話「すばらしい明日」（1968年、TBS / 松竹）
- 待っていた用心棒（1968年、NET / 東映）
  - 第11話「襲撃七条河原」
  - 第20話「遠い国からの客」
- ローンウルフ 一匹狼 第31話「恐怖のめぐり逢い」（1968年、NTV / 東映）
- 七人の刑事 第345話「遠いうぶ声」（1968年、TBS）
- 銭形平次（CX / 東映）
  - 第95話「一本の命綱」（1968年） - 仙太
  - 第164話「嘆きの花嫁人形」（1969年） -  文吾
  - 第227話「娘ごころ」（1970年） -  いかさま賽の吉三
  - 第263話「影を踏む女」（1971年） - 篠塚仙三郎
  - 第358話「唄が殺しを呼んでいた」（1973年） -  梅吉
  - 第385話「海の狼」（1973年） -  榎屋新三郎
  - 第423話「哀しき追跡」（1974年） - 南条和馬
  - 第582話「夫婦坂」（1977年） -  伸助
  - 第654話「寄りそう影二つ」（1979年） - 音吉
  - 第873話「脱獄死刑囚」（1983年）
- 銀河ドラマ / 天使の羽根（1969年、NHK） - 立花雄次郎
- 鬼平犯科帳（八代目松本幸四郎版）（1969年 - 1972年、NET） - 沢田小平次 
  - 第43話「うんぷてんぷ」（1970年）‐ 夏目半介
- 水戸黄門（TBS / C.A.L）
  - 第2部 第12話「黒い誓約書 -久保田-」（1970年12月14日） - 篠田左馬之助
  - 第5部 第18話「身がわり花嫁 -宇和島-」（1974年8月5日） - 治平
  - 第6部 第6話「あかね雲 -山鹿-」（1975年5月5日） - 仙太郎
  - 第9部 第9話「黄門さまの父子裁き -弘前-」（1978年10月2日） - 卯三郎
  - 第15部 第31話「瞼の父は用心棒 -諏訪-」（1985年8月26日） - 加々美千四郎
  - 第22部 第27話「女たちの復讐 -大聖寺-」（1993年11月15日） - 辰巳屋
  - 第23部 第38話「悪が群がる御用金 -甲府-」（1995年5月1日） - 駒形屋
  - 第25部 第26話「瞼の父は風車 -飯田-」（1997年6月23日） - 高岡源内
  - 第26部 第7話「命を賭けた忍びの対決 -豊後高田-」（1998年3月30日） - 黒崎監物
  - 第32部 第10話「女黄門様は初恋の人 -鶴岡-」（2003年10月20日） - 風斉
  - 第33部 第5話「美少女は天才将棋士 -亀山-」（2004年5月17日） - ひさご屋清兵衛
- 燃えよ剣（1970年、NET / 東映） - 大鳥圭介
- 大忠臣蔵（1971年、NET / 三船プロ） - 磯貝十郎左衛門
- 恋愛術入門 第13話「恋愛泥棒」（1971年1月17日、TBS / 国際放映） - 浅宮正太
- 柳生十兵衛 第23話「柳生の竜虎」（1971年、CX / 東映） - 徳川光義
- 美しきチャレンジャー（1971年、TBS / 国際放映）
- 人形佐七捕物帳 第3話「河童の捕物」（1971年、NET / 東宝） - 徳三郎
- 軍兵衛目安箱 第4話「春十年」（1971年、NET / 東映） - 敬太
- 千葉周作 剣道まっしぐら 第33話「剣ふたたび」（1971年、TBS）- 逸平
- 大江戸捜査網（12ch / 日活→三船プロ）
  - 第44話「狂った狼の群れ」（1971年）
  - 第68話「十手をすてた男」（1972年） - 谷仁右衛門
  - 第85話「母の愛に泣いた男」（1972年） - 立花屋巳之吉
  - 第113話「裏切者の子守唄」（1973年） - 菊次
  - 第137話「恐怖の脱出作戦」（1974年） - 朝吉
  - 第160話「反逆の女猫」（1974年） - 仙太郎
  - 第164話「女の肌に竜が泣く」（1974年） - 竜五郎
  - 第188話「怪盗お役者変化」（1975年）
  - 第253話「涙で斬った地獄花」（1976年） - 笠井総一郎
  - 第266話「夫婦花・無情の十手」（1976年） - 須川傳次郎
  - 第308話「鉄火芸者 涙の勇み肌」（1977年） - 千太郎
  - 第397話「命の鍵を解く男」（1979年） - 弥之吉
  - 第417話「五ツ刻の鐘は殺しの調べ」（1979年） - 宇之吉
  - 第488話「地獄からもどった用心棒」（1981年） - 佐伯龍之介
  - 第538話「妖艶女風呂殺し針」（1982年） - 源次
  - 第630話「遊女流転! 津軽おんな恋唄」（1984年） - 綱木大炊頭
- ターゲットメン 第3話「消えた360億円」（1971年、NET / 東映）
- 遠山の金さん捕物帳（NET / 東映）
  - 第71話「義賊と呼ばれた男」（1971年） - 銀次
  - 第84話「三ん下を男にした女」（1972年） - 仙太
  - 第126話「身を投げ出して来た女」（1972年） - 竹次郎
- おらんだ左近事件帖 第8話「生きろ! 左平次」（1971年、CX / 東宝） - 柏木新三郎
- 一心太助 第13話「一夜だけの花嫁さん」（1971年、CX / 国際放映） - 清吉
- プレイガール（12ch / 東映）
  - 第143話「スリラー 女は黙って嘘をつく」（1971年） - 峰川
  - 第165話「暴力街の流れ医者」（1972年） - 時枝五郎
  - 第203話「女番長対プレイガール」（1973年） - 宇津見
  - 第216話「女が恥じらいながら燃える時」（1973年） - 伊吹和夫
  - 第227話「怪談 呪いの糸車」（1973年） -  高杉徹
- 弥次喜多隠密道中 第15話「喜多八の子守唄」（1972年、NTV / 歌舞伎座テレビ室） - 土岐新十郎
- 木枯し紋次郎（CX / C.A.L）
  - 第1シーズン 第9話「湯煙に月は砕けた」（1972年） - 弥七
  - 第2シーズン 第18話「雪燈籠に血が燃えた」（1973年） - 山楝蛇の赤助
- 新・木枯し紋次郎 第8話「念仏は五度まで」（1977年、12ch / C.A.L） - 一之沢の彦三郎
- 世なおし奉行 第4話「関八州罷り通る」（1972年、NET / 東映）
- お祭り銀次捕物帳 第9話「うそつき寅は見た!」（1972年、CX / 東映） - 崎山要之助
- 荒野の素浪人（NET / 三船プロ）
  - 第1シリーズ
    - 第26話「妖雲 笛吹川の人柱」（1972年） - 又七
    - 第51話「叛乱 100挺のライフル銃」（1972年） - 弥七
    - 第59話「謀略 皆殺しの砦」（1973年） - 銀次

  - 第2シリーズ 第38話「落ちた偶像」（1974年）
- 紫頭巾事件帖 第16話「地獄の祭礼」（12ch / 松竹） - 庄吉
- 太陽にほえろ!（NTV / 東宝）
  - 第8話「真夜中の刑事たち」（1972年） - スナック "ブランシュ" のバーテン
  - 第130話「鳩が呼んでいる」（1975年） - 中谷伸夫
- 地獄の辰捕物控 第4話「縁切寺で女が死んだ」（1972年、NET / 東映）- 中門前の仁吉
- 戦国ロック はぐれ牙 第7話「血塗られた鞍は返せ」（1973年、CX / C.A.L） - 平九郎
- 素浪人天下太平（1973年、NET / 東映）
  - 第6話「空にきらきら金の星」 - 銀次郎
  - 第18話「本物 偽物 三度笠」 - 弥市
- 荒野の用心棒（1973年、NET / 三船プロ）
  - 第12話「群狼の宿に愛と死の花が散って…」 - 岩井恭之助
  - 第27話「火の砦にオロシャ砲が轟いて…」 - 日比野圭之進
  - 第36話「死の廃坑に地獄火が吠えて…」 - 辰吉
- 水滸伝（1973年 - 1974年、NTV / 国際放映） - 張順
- 旗本退屈男 第3話「小判の追跡」 (1973年、NET / 東映）
- 旅人異三郎 第25話「渡し舟に恋がめばえた」（1973年、東京12チャンネル / 三船プロ） - 藤三郎
- ご存知遠山の金さん（NET / 東映）
  - 第4話「竜の首が恋をした」（1973年） - 大原一之進
  - 第49話「島帰りの拾いもの」（1973年） - 栄吉
- 非情のライセンス（NET / 東映）
  - 第1シリーズ 第33話「兇悪の肌」（1973年） - 青井登
  - 第2シリーズ 第22話「兇悪の夫婦」（1975年） - 小谷昭治
- 右門捕物帖 第12話「復讐」（1974年、NET / 東映）
- ぶらり信兵衛 道場破り 第22話「ちちんぷいぷい」（1974年、CX / 東映） - 江口房之助
- 必殺シリーズ（ABC / 松竹）
  - 暗闇仕留人 第8話「儲けて候」（1974年） - 又蔵
  - 必殺必中仕事屋稼業 第12話「いろはで勝負」（1975年） - 仙一
  - 必殺仕置屋稼業（1975年）
    - 第9話「一筆啓上偽善が見えた」 - 孫兵衛
    - 第24話「一筆啓上血縁が見えた」 - 伝蔵

  - 必殺仕業人 第24話「あんたこの替玉をどう思う」（1976年） - 木久原
  - 江戸プロフェッショナル 必殺商売人 第20話「花嫁に迫る舅の横恋慕」（1978年） - 己之吉
  - 必殺仕事人 第22話「登城の大名駕籠はなぜ走るのか?」（1979年） - 伊八
  - 新・必殺仕事人 第31話「主水蜂にゴマする」（1982年） - 楠新三郎
- 座頭市物語 第6話「どしゃぶり」（1974年、CX / 勝プロ） - 又蔵
- 夜明けの刑事（TBS / 大映テレビ）
  - 第12話「二人の妻を持つ夫」（1974年） - 片岡孝一
  - 第54話「消えた女子高校生歌手の秘密」（1976年） - 達岡
- 運命峠 第11話「武蔵野非情」（1974年、KTV / 東映） - 土橋源吾
- 破れ傘刀舟 悪人狩り（NET / 三船プロ）
  - 第18話「小さな目撃者」（1975年） - 宮の十左
  - 第37話「傷だらけの烙印」（1975年）- 長次
  - 第61話「さむらい無情」（1975年） - 青木新兵衛
  - 第113話「浮世絵の女」（1976年） - 森川哲之介
  - 第130話「地獄の王将」（1977年） - 佐吉
- 幡随院長兵衛 第20話「鉄火場の女」（1974年、MBS / 東宝） - 毘沙門伝八
- 鬼平犯科帳（1975年、NET） - 原田一之進
- 剣と風と子守唄 第14話「地獄に恋した野郎ども」（1975年、NTV / 三船プロ） - 新三
- 影同心 第16話「もてた男の殺し節」（1975年、MBS / 東映） - 森川順之介
- 俺たちの旅 第33話「妹の涙をある日見たのです」（1976年、NTV / ユニオン映画） - 藤本
- 隠し目付参上 第4話「念には念を入れすぎたか」（1976年、MBS / 三船プロ） - 安達大膳
- 子連れ狼 第3部 第7話「忍五輪」（1976年、NTV / ユニオン映画） - 利助
- お耳役秘帳 第13話「危機一髪」（1976年、KTV / 歌舞伎座テレビ） - 石川兵庫
- 人魚亭異聞 無法街の素浪人 第13話「夜霧の片道切符」（1976年、NET / 松竹） - 早坂新平
- いろはの"い" 第4話「失踪」（1976年、NTV / 東宝） - 権田マサオ
- 新・座頭市（CX / 勝プロ）
  - 第1シリーズ 第8話「雨の女郎花」（1976年） - 文次
  - 第2シリーズ 第1話「恋鴉いのち百両」（1978年） - 夕鴉の又八
- 桃太郎侍（NTV / 東映）
  - 第13話「裏のうらは裏だった」（1976年） - 市助
  - 第29話「ふるさとは遠かった」（1977年） - 小平次
  - 第121話「すずめの剣術修行」（1979年） - 建部庄三郎
  - 第184話「いかさま武士道」（1980年） - 島田庄三郎
  - 第219話「悪ガキ塾の桃太郎」（1980年） - 黒岩庄一郎
  - 第254話「望みかなった新妻の座」（1981年） - 富田屋佐太郎
- 夫婦旅日記 さらば浪人 第22話「灯篭流しの女」（1976年、勝プロ / CX）
- 破れ奉行（1977年、ANB / 中村プロ）
  - 第6話「紀州藩を砲撃せよ」 - 小暮源太郎
  - 第23話「佐賀町河岸の女」 - 伊佐吉
- 人形佐七捕物帳 第17話「怨霊を呼ぶ蛍屋敷」（1977年、ANB / 東映） - 伝吉
- 大都会 PARTII 第44話「殺人捜査」（1978年、NTV /石原プロ） - 白木要三
- 破れ新九郎（ANB / 中村プロ）
  - 第4話「ここは地獄の一丁目」（1978年） - 政吉
  - 第18話「血涙、地獄の子連れ狼」（1979年） - 楠本弥七郎
- 風鈴捕物帳 第11話「浮世絵殺人事件」（1979年、ANB / 東映）
- 長七郎天下ご免! 第7話「あきない札を喰った奴」（1979年、ANB / 東映） - 喜之助
- 駆け込みビル7号室　第9話「野球トバクを追え! 連続三振は死の匂い」（1979年、CX / 三船プロ） - 白鳥
- 探偵物語 第14話「復讐のメロディー」（1979年、NTV / 東映ビデオ） - 西田治彦
- 土曜ワイド劇場
  - 森村誠一の殺意の重奏（1978年、ANB / 東映） - 秋本忠雄
  - 松本清張の聞かなかった場所（1979年、ANB / 東映）
  - 私が家政婦を殺した!（1985年、ABC / 東通企画）
  - 密会の宿 4（1988年、ANB / 東映）
  - 家政婦は見た! 7（1989年、ANB / 大映テレビ）
- 江戸の旋風シリーズ（CX / 東宝）
  - 江戸の旋風II（1976年）
    - 第9話「夜烏を追え!」 - 清吉
    - 第39話「しぐれ蛤の味」 - 卯之吉/鬼面の藤蔵 ※二役

  - 新・江戸の旋風 第5話「抜いた十手に情は無用!!」（1980年） - 山科清太郎
- 御宿かわせみ 第4話「王子の滝」（1980年、NHK）
- 騎馬奉行 第18話「同心、散華の賦」（1980年、KTV / 東映）
- 旅がらす事件帖 第11話「真っ赤な花咲く運命峠」（1980年、KTV / 国際放映） - 宮越伊織
- ザ・ハングマンシリーズ（ABC / 松竹）
  - ザ・ハングマン 第16話「ドーベルマンを飼う悪女」（1981年） - 寺沢秀雄
  - 新ハングマン 第5話「清純派女優を汚す敏腕プロデューサー」（1983年） - 北川和也
  - ザ・ハングマン4 第14話「疑惑の新妻殺人犯に自白させる!」（1984年） - 市村正明（レストランオーナー）
- 西部警察シリーズ（ANB / 石原プロ）
  - 西部警察 第90話「天使の身代金」（1981年） - 田澤勇作
  - 西部警察 PART-III 第54話「妹」（1984年） - 高見沢義一
- 花王名人劇場 / 裸の大将放浪記（KTV / 東阪企画）
  - 第8話「ヨメ子が嫁になりたがるので」（1982年） - 外科医
  - 第70話「清の大島紬」（1994年） - 中尾浩平
- 噂の刑事トミーとマツ 第2シリーズ 第2話「トミコ大合唱! ムム、なめんなよ」（1982年、TBS / 大映テレビ） - 中川
- 時代劇スペシャル / 裏切りの報酬 九鬼真十郎（1983年、CX） - 徳平
- 流れ星佐吉 第2話「旗本退屈娘大見参!」（1984年、KTV / 松竹）
- 弐十手物語 第11話「六人の容疑者」（1984年、CX / 東映）
- 暴れん坊将軍（ANB / 東映）
  - 暴れん坊将軍II（1985年）
    - 第92話「誰がワルやら閻魔やら!」 - 野呂官兵衛
    - 第125話「女の聖域駆込寺無情!」 - 片岡左近

  - 暴れん坊将軍III
    - 第13話「将軍が消えた!? 吉宗暗殺の渦巻く紀州和歌山」（TVスペシャル、1988年） - 榊原式部太夫
    - 第56話「草笛に秘めた過去」（1989年） - 加東次
    - SP「危うし将軍の座!吉宗、試練の目安箱」（1989年） - 紀州坊海尊
    - 第108話「復讐!鬼女の涙」（1990年） - 佐久間右京
    - 第129話「吉宗、しばし名残の大暴れ!」（1990年） - 阿川監物

  - 暴れん坊将軍IV（1991年）
    - 第5話「女盗賊の恋」 - 今井清四郎
    - 第27話「大奥の女」 - 笹尾儀兵衛

  - 暴れん坊将軍VI 第37話「冷や飯剣法恋囃子」（1995年） - 河合甚太夫
  - 暴れん坊将軍VII 第7話「愛妻騎馬奉行」（1996年） - 本多甚三郎
- 火曜サスペンス劇場（NTV）
  - ロープ殺人事件（1985年、映像プロデュース） - 検事
  - 大奥殺人事件（1989年、東映） - 美濃部筑前
- 影の軍団IV 第10話「葬式は俺がやる」（1985年、KTV / 東映） - 城戸白雲斉
- 月曜ワイド劇場 / 温泉街の聖母たち（1985年、ANB / 東宝映像）
- 私鉄沿線97分署 第63話「さらば中流! マイホームの子守唄」（1986年、ANB / 国際放映）
- 女ふたり捜査官 第3話「訪れた亡夫の隠し子」（1986年、ABC / テレパック）
- 銭形平次 第4話「結納の行方」（1987年、NTV / ユニオン映画）
- 江戸を斬る（TBS / C.A.L）
  - 江戸を斬るVII 第6話「桃の節句の鬼退治」（1987年） - 源三
  - 江戸を斬るVIII 第18話「育ての父が親の敵」（1994年） - 備前屋
- あぶない刑事 第33話「生還」（1987年、NTV / セントラル・アーツ） - 徳大寺康弘
- 仮面ライダーBLACK 第16話「友よ! 海を越えて」（1988年、MBS / 東映） - 柳博士 役
- 大岡越前 （TBS / C.A.L）
  - 第10部 第13話「育ての親は凶状持ち」（1988年5月23日） - 上総屋清兵衛（般若の松二郎）
  - 第11部 第9話「釣った獲物は千両箱」（1990年6月18日） - 藤五郎
  - 第12部 第2話「無慈悲裁いた怒りの白洲」（1991年10月21日） - 端田州石
  - 第13部
    - 第5話「冤罪晴らす情けの十手」（1992年12月14日） - 源造
    - 第21話「恐怖!どくろ党の復讐」（1993年4月5日） - 丹波屋
- 長七郎江戸日記（NTV / ユニオン映画）
  - 第1シリーズ
    - 第8話「風流五三の桐変化」（1983年） - 伊吹播磨 / 榊山泰之進
    - 第23話「夜明けのうた」（1984年） - 関野半四郎
    - 第59話「反骨武士は死なず」（1985年） - 朝倉要之進

  - 第2シリーズ
    - 第2話「意気に感ず」（1988年） - 石出帯刀 役
    - スペシャル「長七郎、大奥まかり通る」（1989年） - 二階堂左門

  - 第3シリーズ 第17話「春遠からじ」（1991年） - 大黒屋藤兵衛
- 名奉行 遠山の金さんシリーズ（ANB / 東映）
  - 第1シリーズ 第17話「噂におびえる少女」（1988年） - 泉州屋
  - 第3シリーズ 第8話「金さん富くじに当たる」（1990年） - 阿波屋
  - 第4シリーズ 第5話「二度誘拐された娘」（1991年） - 若松屋
  - 第5シリーズ 第10話「牢獄に放火する女」（1993年） - 酒井修理
  - 第6シリーズ 第12話「追跡!裏切った女」（1994年） - 彦兵衛
- 翔んでる!平賀源内 第14話「命で償う恩返し」（1989年8月7日、TBS / C.A.L） - 兵藤左近
- ゴリラ・警視庁捜査第8班（ANB / 石原プロ）
  - 第20話「奪われた手術」（1989年）
  - 第43話「再会」（1990年）
- 樅ノ木は残った（1990年、NTV） - 伊東新左衛門
- 八百八町夢日記 第1シリーズ（1990年、NTV / ユニオン映画）
  - 第12話「最後の賭け」 - 森山左内
  - 第32話「信玄谷の忍び花」 - 島田屋利兵衛
- 大江戸捜査網 平成第1シリーズ 第8話「小さな目撃者の危機!」（1990年、テレビ東京 / Gカンパニー） - 近江屋伊右衛門
- 代表取締役刑事（ANB / 石原プロ）
  - 第2話「終着駅」（1990年） - 神崎
  - 第41話「ベストフレンド」（1991年）
- あばれ八州御用旅（TX / ユニオン映画）
  - 第1シリーズ 第3話「義賊? ねずみ小僧の謎を斬れ」（1990年） - 吉蔵（闇の治平）
  - 第2シリーズ 第22話「恋女房が消えた! 怒りの裏街道」（1991年） - 黒頭の千蔵
- 月影兵庫あばれ旅 第2シリーズ 第7話「身がわり弁之介」（1990年、TX / 松竹） - 本庄刑部
- 銭形平次（CX / 東映） ※北大路欣也版
  - 第1シリーズ 第4話「まんじ鍵」（1991年） - 小源太
  - 第2シリーズ 第5話「二重の鍵」（1992年） - 富蔵
- 半七捕物帳 第10話「死神を刺した女」（1992年、NTV / ユニオン映画） - 進藤釆女  ※里見浩太朗版
- お助け同心が行く! 第7話「名刀・辻斬り」（1993年、TX / G・カンパニー） - 仁科大和守
- 闇を斬る!大江戸犯科帳 第14話（SP）「筆頭老中への陰謀」（1993年、NTV / ユニオン映画） - 長谷部大学頭
- 素晴らしきかな人生（1993年、CX）
- 金曜エンタテイメント / 松本清張の異変街道（1993年、CX） - 与四郎
- 鬼平犯科帳（CX / 松竹）
  - 第5シーズン 第3話「蛙の長助」（1994年） - 今井勘十郎
  - 第8シーズン 第8話「影法師」（1998年） - 長坂万次郎
- 江戸の用心棒 第1シリーズ 第11話「天高く死者訪れる秋」（1994年、NTV / ユニオン映画） - 内藤紀伊守